# Ligne Yokogawara
La ligne Yokogawara (横河原線, Yokogawara-sen) est une ligne ferroviaire de la compagnie Iyo Railway (Iyotetsu) située dans la préfecture d'Ehime au Japon. Elle relie la gare de Matsuyama City à Matsuyama à la gare de Yokogawara à Tōon.

## Histoire
La ligne est ouverte le 7 mai 1893 entre les actuelles gares de Matsuyama City et Hirai. Elle est prolongée à Yokogawara en 1899.

## Caractéristiques

### Ligne
- longueur : 13,2 km
- écartement des voies : 1 067 mm
- électrification : 750 Vcc par caténaire
- nombre de voies : voie unique

### Interconnexion
La ligne est interconnectée avec la ligne Takahama à Matsuyama City.

### Liste des gares
La ligne comporte 15 gares. 
| Numéro | Gare                      | Nom japonais   | Distance (km) | Correspondances                                                                | Localisation |
| ------ | ------------------------- | -------------- | ------------- | ------------------------------------------------------------------------------ | ------------ |
| IY10   | Matsuyama City            | 松山市         | 0             | Iyotetsu : Takahama (interconnexion), Gunchū Tramway de Matsuyama : 1, 2, 3, 6 | Matsuyama    |
| IY11   | Ishitegawa-kōen           | 石手川公園     | 0,8           |                                                                                | Matsuyama    |
| IY12   | Iyo-Tachibana             | いよ立花       | 1,4           |                                                                                | Matsuyama    |
| IY13   | Fukuonji                  | 福音寺         | 2,9           |                                                                                | Matsuyama    |
| IY14   | Kita-Kume                 | 北久米         | 3,9           |                                                                                | Matsuyama    |
| IY15   | Kume                      | 久米           | 4,5           |                                                                                | Matsuyama    |
| IY16   | Takanoko                  | 鷹ノ子         | 5,6           |                                                                                | Matsuyama    |
| IY17   | Hirai                     | 平井           | 6,9           |                                                                                | Matsuyama    |
| IY18   | Umenomoto                 | 梅本           | 8,2           |                                                                                | Matsuyama    |
| IY19   | Ushibuchidanchi-mae       | 牛渕団地前     | 9,0           |                                                                                | Tōon         |
| IY20   | Ushibuchi                 | 牛渕           | 10,0          |                                                                                | Tōon         |
| IY21   | Tanokubo                  | 田窪           | 10,9          |                                                                                | Tōon         |
| IY22   | Minara                    | 見奈良         | 11,6          |                                                                                | Tōon         |
| IY23   | Aidai Igakubu Minamiguchi | 愛大医学部南口 | 12,4          |                                                                                | Tōon         |
| IY24   | Yokogawara                | 横河原         | 13,6          |                                                                                | Tōon         |